# 岡谷市の歴史
岡谷市の歴史（おかやしのれきし）では、現在の長野県岡谷市に属する地域の各時代の歴史を扱う。

## 年表

### 原始

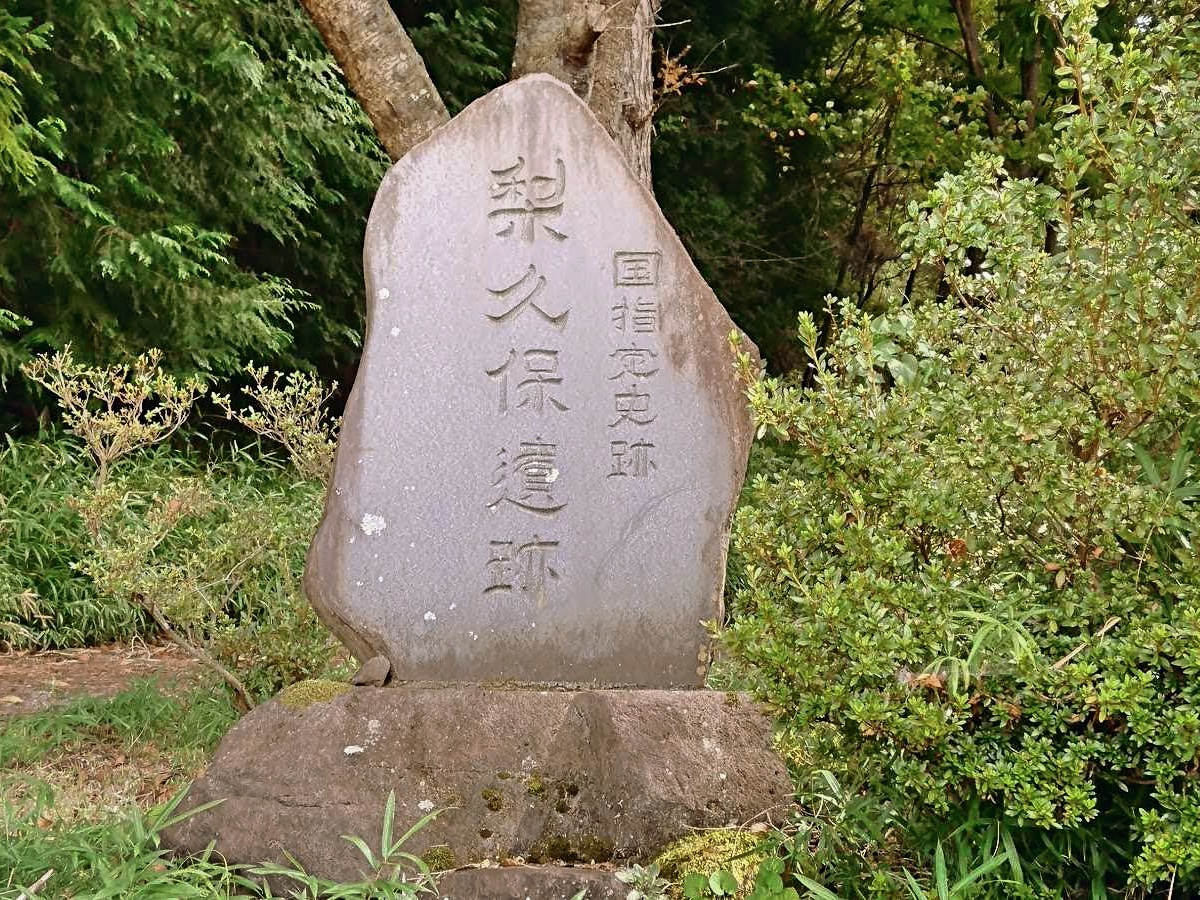
梨久保遺跡の石碑

- 岡谷市からは梨久保遺跡や目切遺跡といった遺跡が発見され、出土品の多くは市立岡谷美術考古館に所蔵されている｡

### 古代
- 神代の諏訪信仰の史跡も多く、龍源山の神、洩矢神社、藤島神社、出早雄小萩神社等が多く残されている｡

### 中世

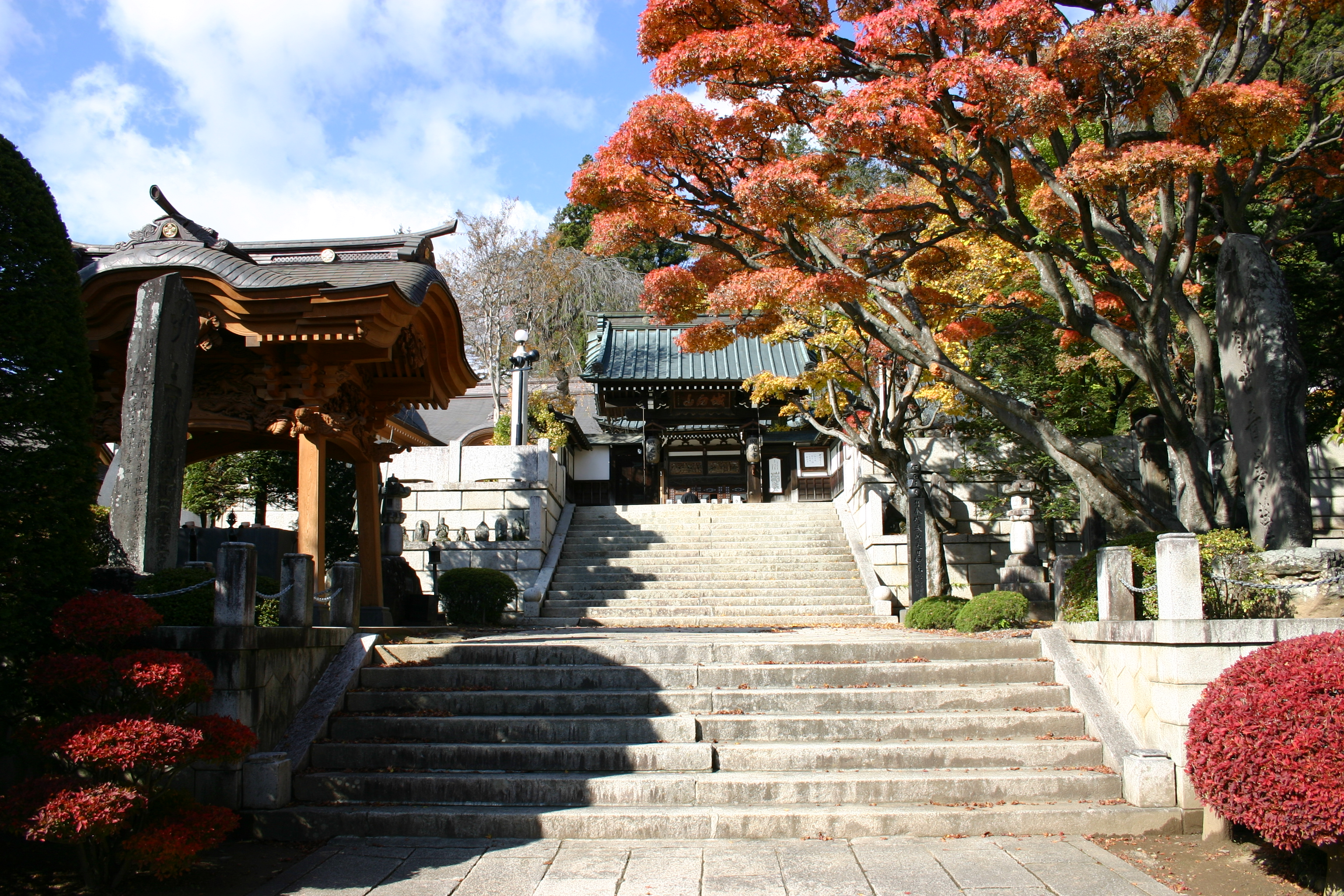
照光寺（平安時代に創建したとされる）

- 観音院は年代は特定されていないが､中世に建てられたとされる。

平安時代
- 平安時代、照光寺が建立されたとされる。
- 『延喜式』に、信濃十六牧の一つの勅旨牧として「岡屋牧[1]」が記載される。(埴原牧#概要に詳しい)
- 1180年（治承4年）の治承・寿永の乱（源平合戦）の際、源氏によって岡仁谷郷が諏訪大社下社に寄進される。

鎌倉時代
- 鎌倉時代に「花岡城」が築かれる[2]。現在は花岡公園となり､花岡城跡は岡谷市指定史跡となっている。

室町時代
- 1548年（天文17年、室町時代）塩尻峠の戦いが行われる。

### 江戸時代
- 江戸時代、市内全域が諏訪藩領となる。

### 明治時代
- 1872年(明治5年) - 筑摩県(現:長野県)の権令だった永山盛輝が教育を重視し、学制頒布に先じ、郷学校百数十校を設置。現在の岡谷市立川岸小学校や他の小学校の前身となる郷学校もこの頃開校した｡
- 1873年（明治6年） - 片倉市助が川岸村の自宅で小規模な製糸業を始める。後に片倉工業へ発展[3]。
- 1874年（明治7年）10月25日 - 筑摩県諏訪郡岡谷村・小口村・小井川村・今井村・若宮新田村・小梅沢新田村・西堀村が合併して平野村となる。同年､岡谷郵便取扱所が開設。後の岡谷郵便局。
- 1880年（明治13年） - 明治天皇の巡幸。塩尻峠を越える。
- 1905年（明治39年） - 中央本線延伸に伴い岡谷駅開業。
- 1910年（明治43年） - 組合立平野製糸協同病院が開院。後の岡谷市民病院。
- 1912年（明治45年） - 平野村立農蚕学校が開校。後の長野県岡谷工業高等学校、長野県岡谷東高等学校の源流となる。

### 大正時代
- 1915年（大正4年) - 「日本一短い祭り「塩嶺御野立記念祭」が始まる。
- 1920年（大正9年） - 製糸業に従事する女工数が46000人とピークに達する[4]。
- 1923年（大正12年） - 中央本線に川岸駅が開業。

### 昭和時代

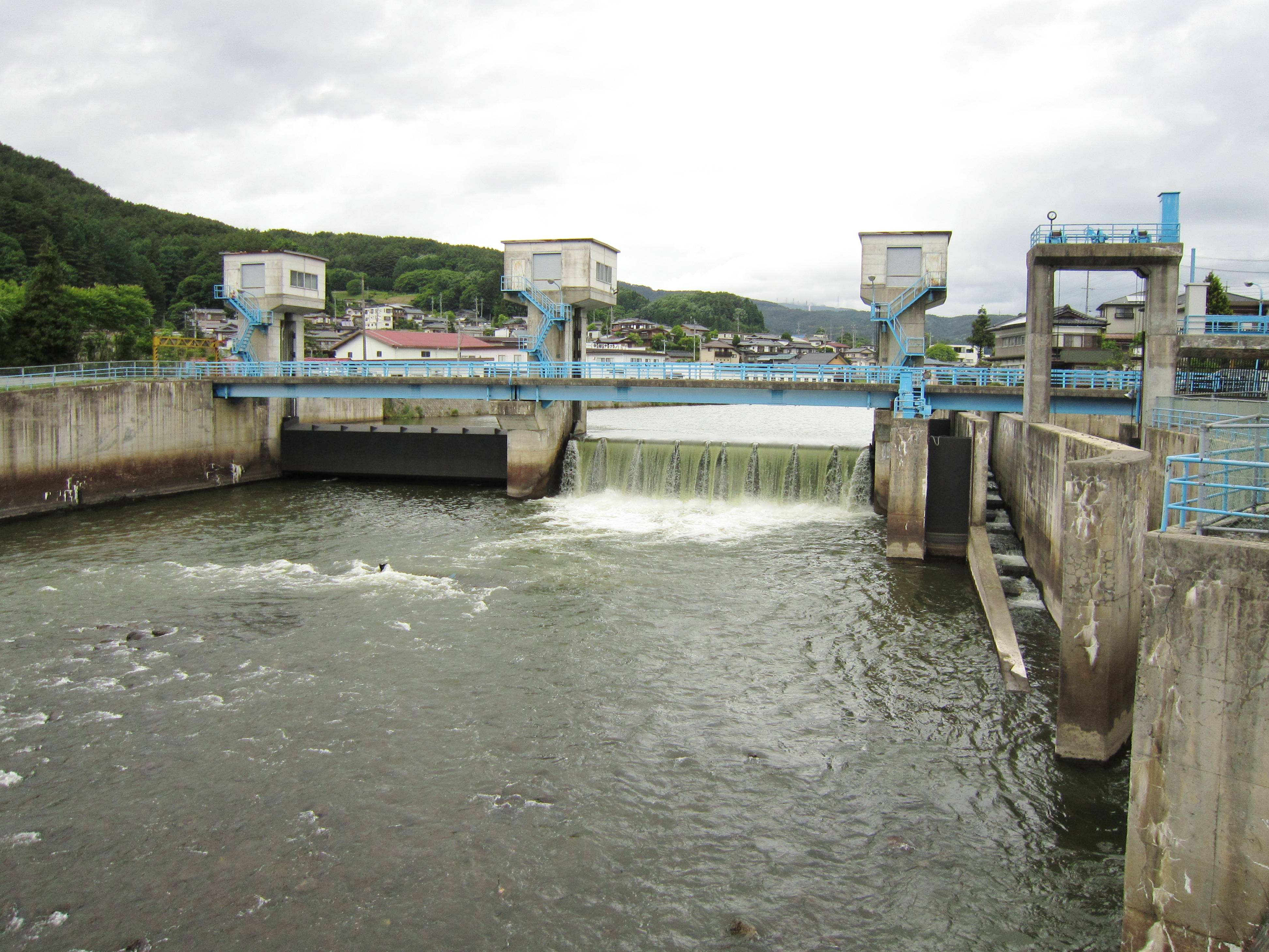
西天竜幹線水路（1928年竣工）の西天竜頭首工

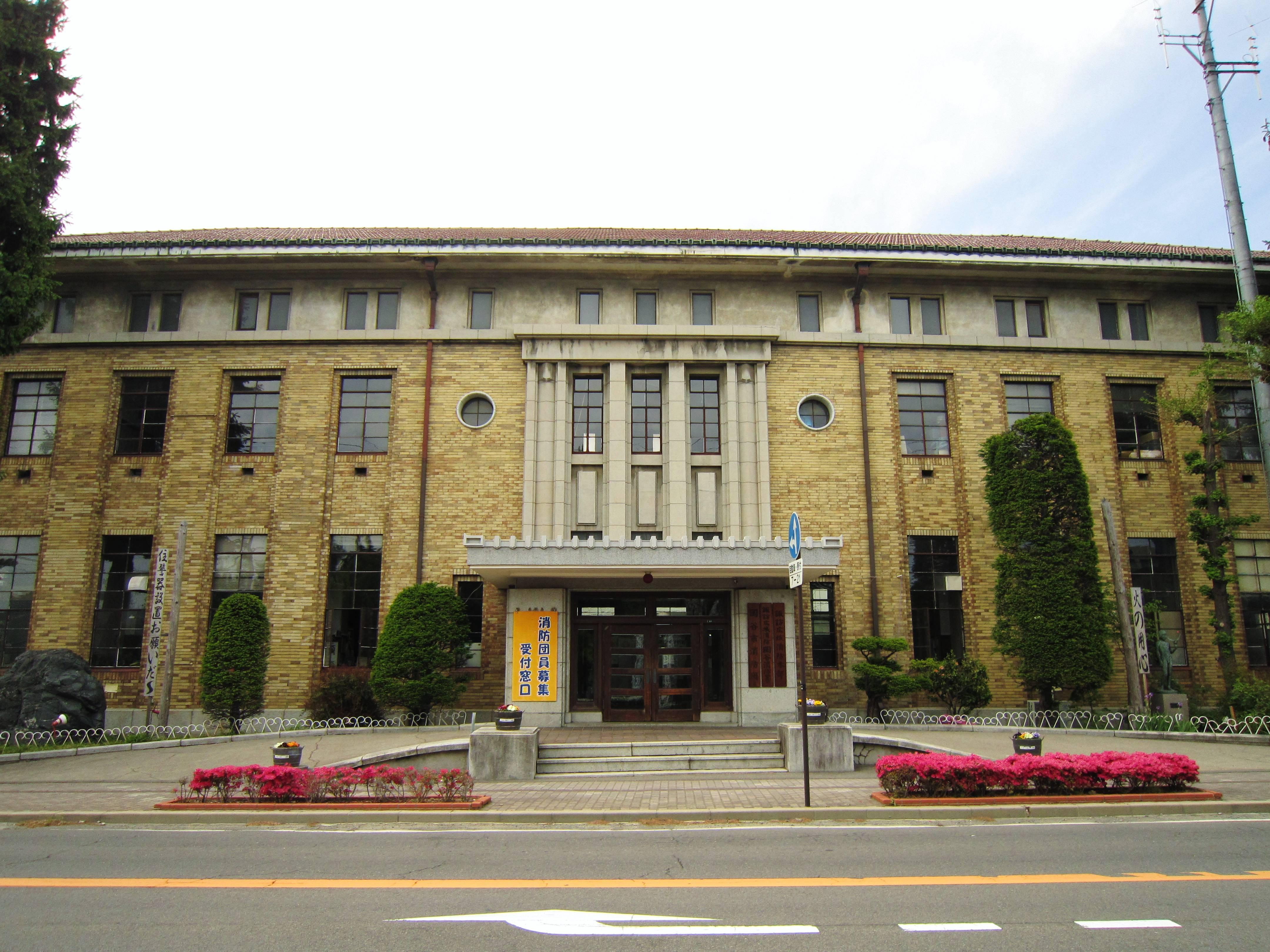
岡谷市役所旧庁舎（1936年3月竣工）

- 1926年（昭和2年） - 昭和金融恐慌が発生。岡谷一帯にも波及し、製糸工場の倒産、廃業が相次ぐ。さらに1928年以降の昭和恐慌が追い打ちをかける[5]。
- 1932年（昭和7年） - 諏訪湖から天竜川へ通じる場所に釜口水門（初代）の建設が始まる。1936年に完成。
- 1936年（昭和11年）4月1日 - 諏訪郡平野村が改称・市制施行して岡谷市が発足。人口約42000人。昼間には旗行列が、夜には提灯行列が行われた[6]。市政発足に合わせて旧市役所庁舎が完成。実業家の尾澤福太郎の寄贈によるもの[7]。
- 1941年（昭和16年） - 旧制岡谷市立岡谷中学校が開校。後の長野県岡谷南高等学校。
- 1945年（昭和20年） - 蚕糸記念館(現:市立岡谷蚕糸博物館)に併設して図書館が開設。後の市立岡谷図書館。
- 1947年（昭和22年）
  - 月日不詳 - 農林省蚕糸試験場岡谷製糸試験所が開所（1980年まで）。
  - 10月14日 - 昭和天皇の戦後巡幸。塩尻峠の明治天皇御野立所記念碑、丸興製糸工場、開明絹織工場に行幸[8]。
- 1948年（昭和23年）3月7日 - 岡谷市警察署が設置。
- 1951年（昭和26年）1月1日 - 東筑摩郡塩尻町・筑摩地村（共に現在の塩尻市）の東山地籍を編入（境界線変更）。
- 1955年（昭和30年）1月1日 - 諏訪郡湊村を編入。
- 1955年（昭和30年）2月1日 - 諏訪郡川岸村を編入。
- 1957年（昭和32年）3月25日 - 諏訪郡長地村を編入。
- 1958年（昭和33年）7月1日 - 旧諏訪郡長地村の東山田地籍が分市し諏訪郡下諏訪町へ（境界線変更）。
- 1964年（昭和39年）10月- 市立岡谷蚕糸博物館が開館。
- 1968年（昭和43年）- 山本茂実が実在の製糸業従事者をモデルに描いた小説『あゝ野麦峠』を発表
- 1969年（昭和44年）岡谷太鼓祭り初開催。
- 1970年（昭和45年）6月5日 - 水道水からシアンとクロムが検出。一部水源が使用中止となった[9]。市立岡谷美術考古館開館。
- 1981年（昭和56年）3月31日?-長野県岡谷竜上高等学校 閉校。
- 1986年（昭和61年） - 諏訪バスが新宿までの高速バス（中央高速バス 参照）を運行開始。

### 平成時代
- 1989年（平成元年）11月3日 - 岡谷市文化会館(カノラホール)が開館。
- 1997年（平成9年） - 市街地再開発に伴いイルフプラザが完成。おかや東急百貨店が入居。
- 1998年（平成10年）-「うなぎのまち岡谷の会」が冬の土用の丑の日を「寒の土用の丑の日」として日本記念日協会に記念日として登録。
- 2001年（平成13年）- 岡谷商工会議所が「寒の土用の丑の日」を商標登録（出願番号:商願平11-39161号、登録番号:登録商標第4525842号）。
- 2006年（平成18年）7月19日 - 平成18年7月豪雨により、市内各所で土石流が発生。湊地区で死者7人、川岸東地区で死者1人[10]。
- 2011年（平成23年） - 諏訪周クリーンセンター完成に伴い岡谷市清掃工場閉鎖。
- 2015年（平成27年）10月14日 - 健康保険岡谷塩嶺病院が岡谷市民病院と施設統合。

### 令和時代

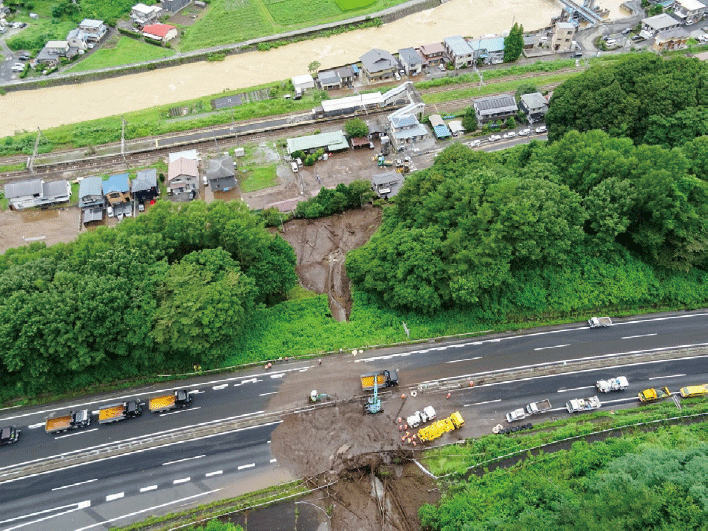
令和3年8月の大雨による土砂崩れ（2021年8月発生）

- 2021年（令和3年）8月15日 - 令和3年8月豪雨により、岡谷市川岸東中大久保において土石流が発生し[11]、3人が死亡[12]。